# Filip Yanev
Filip Yanev (en búlgaro: Филип Янев; Sofía, 10 de marzo de 1982) es un deportista búlgaro que compitió en gimnasia artística, especialista en la prueba de salto de potro.
Ganó una medalla de plata en el Campeonato Europeo de Gimnasia Artística de 2005. Participó en los Juegos Olímpicos de Atenas 2004, ocupando el quinto lugar en su especialidad.

## Palmarés internacional
| Campeonato Europeo | Campeonato Europeo | Campeonato Europeo | Campeonato Europeo |
| Año                | Lugar              | Medalla            | Prueba             |
| ------------------ | ------------------ | ------------------ | ------------------ |
| 2005               | Debrecen (Hungría) | Medalla de plata   | Salto de potro     |